# 小川哲
小川 哲（おがわ さとし、1986年〈昭和61年〉12月25日 - ）は、日本の小説家。千葉県千葉市出身、東京都在住。妻は漫画家の山本さほ。

## 経歴
千葉大学教育学部附属小学校、千葉大学教育学部附属中学校、渋谷教育学園幕張高等学校から東京大学理科一類を経て東京大学教養学部卒業、東京大学大学院総合文化研究科博士課程中退。博士課程2年時の2015年、投稿作『ユートロニカのこちら側』で第3回ハヤカワSFコンテストの大賞を受賞し、作家デビューした。
2017年、カンボジアの現代史を絡めたSF小説『ゲームの王国』で第38回日本SF大賞を受賞した。同作は第39回吉川英治文学新人賞候補になり、第31回山本周五郎賞を受賞した。
2020年には『嘘と正典』が第162回直木三十五賞の候補作となったほか、収録短編の「魔術師」が中国にて銀河賞の銀賞に輝いた（翻訳:丁丁虫）。
2022年、樋口恭介編『異常論文』に収録された短編「SF作家の倒し方」（初出は『S-Fマガジン』2021年6月号）が第53回星雲賞日本短編部門を受賞した。同2022年、『地図と拳』で第13回山田風太郎賞を受賞。また、第43回日本SF大賞の最終候補にも挙げられた。同作は「このミステリーがすごい！ 2023年版」において9位、「ミステリが読みたい！ 2023年版」国内編で8位と、ミステリとしても高い評価を得た。2023年1月には同作で第168回直木三十五賞を受賞した。
2023年、前年に発表した『君のクイズ』が本屋大賞にノミネートされ、第6位に選出された。同年5月、『君のクイズ』で第76回日本推理作家協会賞長編および連作短編集部門を受賞。
同年、漫画家の山本さほと結婚したことを山本が自身の38歳の誕生日である8月1日にTwitterで、発表した。

## 人物
大学院在学中は、数学者・論理学者のアラン・チューリングについて研究した。
大学三年の時に理系から文転した。その際、「今まで体系だって本を読んでない」という理由から岩波文庫を毎日一冊読む。
小説を書く際は、プロットを立てずに書く。

## ミステリ・ランキング
- 週刊文春ミステリーベスト10
  - 2022年 - 『君のクイズ』14位、『地図と拳』17位

- このミステリーがすごい!
  - 2018年 - 『ゲームの王国』42位
  - 2022年 - 『嘘と正典』23位
  - 2023年 - 『地図と拳』9位
  - 2024年 - 『君のクイズ』7位

- 本格ミステリ・ベスト10
  - 2023年 - 『君のクイズ』28位

- ミステリが読みたい!
  - 2023年 - 『地図と拳』8位
  - 2024年 - 『君のクイズ』2位

## 作品リスト

### 単行本

#### 小説
- 『ユートロニカのこちら側』（2015年10月：早川書房 ハヤカワSFシリーズ Jコレクション / 2017年12月：ハヤカワ文庫JA）
  - 第2章「バック・イン・ザ・デイズ」が『2010年代SF傑作選 2』（伴名練・大森望編、ハヤカワ文庫JA、2020年2月6日）に収録。
- 『ゲームの王国 』上・下（2017年8月：早川書房 / 2019年12月：ハヤカワ文庫JA）
  - 一部が2017年1月発行 『伊藤計劃トリビュート 2』（早川書房編集部編）に収録
- 『嘘と正典』（2019年9月：早川書房 / 2022年7月：ハヤカワ文庫JA）
  - 「魔術師」（『S-Fマガジン』2018年4月号 掲載）
    - また、『短篇ベストコレクション 現代の小説 2019』（日本文藝家協会編、徳間書店、2019年6月）に再録

  - 「ひとすじの光」（『S-Fマガジン』2018年6月号 掲載）
  - 「時の扉」（『S-Fマガジン』2018年12月号 掲載）
  - 「ムジカ・ムンダーナ」（『S-Fマガジン』2019年6月号 掲載）
  - 「最後の不良」（『Pen』2017年11月号 掲載）
    - 『年刊日本SF傑作選 プロジェクト：シャーロック』（創元SF文庫、2018年6月）に再録

  - 「嘘と正典」（書き下ろし）
- 『地図と拳』（2022年6月：集英社 / 2025年6月：集英社文庫）
  - 『小説すばる』2018年10月号 - 2021年11月号 連載
- 『君のクイズ』朝日新聞出版、2022年10月7日
  - 『小説トリッパー』2022年夏季号 掲載
- 『君が手にするはずだった黄金について』新潮社、2023年10月18日
  - 「プロローグ」（『小説新潮』2022年1月号 掲載）
  - 「三月十日」（『小説新潮』2019年7月号 掲載）
  - 「小説家の鏡」(『小説新潮』2021年1月号 掲載）
  - 「君が手にするはずだった黄金について」（『小説新潮』2021年7月号 掲載）
  - 「偽物」（書き下ろし）
  - 「受賞エッセイ」（『小説新潮』2022年7月号 掲載）
- 『スメラミシング』河出書房新社、2024年10月８日
  - 「七十人の翻訳者たち」（2018年12月：『NOVA 2019年春号』河出文庫　収録）
  - 「密林の殯」（『文藝』2019年夏季号　掲載）
    - また、『文学 2020』（日本文藝家協会編、講談社、2020年5月）に収録

  - 「スメラミシング」（『文藝』　2022年夏季号　掲載）
    - また、『文学 2023』（日本文藝家協会編、講談社、2023年5月）に収録

  - 「神についての方程式」（『文藝』2022年冬季号 掲載）
  - 「啓蒙の光が、すべての幻を祓う日まで」（『文藝』2024年夏季号 掲載）
  - 「ちょっとした奇跡」（『小説現代』2021年2月号 掲載）
    - また、『Voyage 想像見聞録』（講談社、2021年6月）にも収録

### 寄稿

#### 連載中
- 「古見宇博士の珍奇な発明」：「cakes」（Web上）2016年10月〜（不定期連載）

- 『オルロージュ』：千葉日報 2023年12月〜
- 「小説を探しに行く」：群像2024年６月号〜

### 単行本未収録作品

#### 小説
- 「ラダイトを盗んだ男」（『小説すばる』2016年8月号 掲載）
- 「十二月二十五日」（『小説新潮』2020年1月号 掲載）
- 「あんなカレーに」（『小説トリッパー』2020年夏季号 掲載）
- 「ラグアフィ公国の掟」（『小説新潮』2020年11月号 掲載）
- 「黄金の書物」（『ポストコロナのSF』（日本SF作家クラブ編、ハヤカワ文庫JA、2021年4月）収録）
- 「SF作家の倒し方」（ 『S-Fマガジン』2021年6月号 掲載）
  - 後に『異常論文』（樋口恭介編、ハヤカワ文庫JA、2021年10月）収録
- 「矜持」（『Story Box』2021年12月号　掲載）
  - 後に『超短編　大どんでん返し　Special』（小学館文庫編集部編）収録
- 「walk」（『別冊文藝春秋』2022年7月号 掲載）
- 「魔法の水」（『S-Fマガジン』2022年8月号 掲載）
- 「凍った心臓」（AI執筆）（『S-Fマガジン』2023年2月号 掲載）
- 「猪田って誰？」（ 『Story Box』2023年9月号　掲載）
- 「革命前夜」（『新潮』創刊120周年記念特大号　2024年6月　掲載）

#### エッセイ・論考
- 「小川哲インタビュウ」：『S-Fマガジン』2015年12月号 掲載
- 「タコ足の火星人はなぜ絶滅の危機に瀕しているのか?」 : 『ユリイカ』2016年1月号 掲載
- 「Oh! マイアイドル」：『小説すばる』2016年2月号 掲載
- 「思い出の映画」 : 『小説現代』2016年3月号 掲載
- 「三つの旅」：『小説トリッパー』2017年冬号（2017年12月号） 掲載
- 「こども時代の噓」：『群像』2017年12月号 掲載
- 「3月10日」 : 『別冊文藝春秋』2018年1月号 掲載
- 「伊藤計劃とフィリップ・K・ディック」：『kotoba』2018年春号 掲載
- 「選考会前後の大惨事と抱いた決意」：『小説新潮』2018年7月号 掲載
- 「作家の目 真面目な取材旅行」：『小説すばる』2018年10月号 掲載
- 「トースト恐怖症」：『STORY BOX』2018年10月号 掲載
- 「2020年のわたし」 ： 『SFが読みたい! 2020年版』（S-Fマガジン編集部、早川書房、2020年2月10日）掲載
- 「コロナの時代の愛」 ： 『小説幻冬』2020年7月号 掲載
- 「栄光学園、ハンダノビッチ、そしてロラン・バルト」 ： 『ユリイカ』2020年7月号 掲載
- 「ソウヤーの気配」：『S-Fマガジン』2020年10月号 掲載
- 「満州で愚かさを記す」：『ゲンロン11』（株式会社ゲンロン、2020年9月）掲載
- 「旅という名の無」：『新潮』2021年5月号 掲載
- 「SF作家vs.マーダーミステリー」：『小説新潮』2022年2月号 掲載
- 「作家とサッカー」: 『小説すばる』2023年8月号 掲載

#### 書評
- 「文学の美しさと儚さ 高山羽根子『オブジェクタム』」(ブックレビュー)：『小説トリッパー』2018年秋号（2018年9月号） 掲載
- 「文学のゲシュタルト原理（『居た場所』高山羽根子）」(書評)：『群像』2019年5月号 掲載
- 「村上春樹『一人称単数』」:『すばる』2020年10月号 掲載

#### 対談・鼎談など
- 「ぼくたちの歴史と記憶――スーダン、渋谷幕張、カンボジア」(彩瀬まるとの対談) ： 『別冊文藝春秋』2020年3月号 掲載
- 「『息吹』&文庫版『ゲームの王国』発売記念トークイベント」(大森望との対談) ： 『S-Fマガジン』2020年4月号 掲載
- 「いまディザスター小説を読む」(円城塔との対談) : 『文學界』2020年8月号 掲載
- 「いくつも中心のある短篇の円環」(鴻巣友季子、上田岳弘との鼎談[19]) : 『文學界』2020年9月号 掲載
- 「沖縄×ベルリン×カンボジア 想像力は境界を超える」(真藤順丈、深緑野分との鼎談) : 『小説現代』2020年9月号 掲載
- 「別冊文藝春秋LIVE TALK vol.2 精神世界のニューノーマル」（松山大耕（僧侶）との対談） ： 『別冊文藝春秋』2020年11月号 掲載
- 「中国SF『三体』座談会」（池上彰、大森望との鼎談） ： 『小説すばる』2021年1月号 掲載
- 「新たな小説の分岐を求めて」（高山羽根子との対談） : 『小説トリッパー』2021年6月号 掲載
- 「マーダーミステリー普及促進会議」（海猫沢めろん、山本さほとの鼎談） : 『小説すばる』2021年9月号 掲載
- 「地図とは何か。建築とは何か。そして小説とは何か。」（新川帆立との対談） : 『小説すばる』2022年8月号 掲載
- 「小説の中に“歴史”を造る」（荻堂顕との対談） : 『小説新潮』2022年9月号 掲載
- 「都市と小説の交差点」（深緑野分、町村敬志との鼎談） : 『小説すばる』2022年11月号 掲載
- 「小説家は嘘をつく」（高瀬隼子との対談、司会・原稿構成　渡辺祐真） : 『新潮』2024年2月号 掲載

## 映像化作品

### テレビドラマ
- 火星の女王（2025年12月放送予定、NHK総合、全3話、出演：スリ・リン、菅田将暉）[20][21][22][23]

## 出演
- 世界SF作家会議（フジテレビ）
  - 第1回 2020年7月26日放送　いとうせいこう、大森望、新井素子、藤井太洋とともに出演。
  - 第2回 2021年1月6日放送　 いとうせいこう、大森望、新井素子、藤井太洋、高山羽根子とともに出演。